# Нілгюн Белгюн
Нілґю́н Белґю́н (тур. Nilgün Belgün; нар. 18 березня 1953, Стамбул, Туреччина) — турецька акторка.

## Життєпис
Нілґюн Белґюн народилася 18 березня 1953 року у Стамбулі. Закінчила Державну консерваторію Стамбульського університету. Після закінчення навчання Нілґюн почала працювати у театрі. Також Белґюн працює на телебаченні та бере участь у кінематографічних проєктах.

## Вибіркова фільмографія
- Побажайте мені удачі (2001)
- Після дощу (2008)